# 红岭街道
红岭街道是中华人民共和国广西壮族自治区梧州市长洲区下辖的一个街道办事处。

## 行政区划
红岭街道下辖以下村级行政区划单位：
红岭社区、三祺社区、福兴社区、龙新村。